# Мађере (Ражањ)
Мађере је насеље у Србији у општини Ражањ у Нишавском округу. Према попису из 2022. било је 316 становника (према попису из 1991. било је 631 становника).

## Демографија
У насељу Мађере живи 438 пунолетних становника, а просечна старост становништва износи 47,0 година (45,4 код мушкараца и 48,7 код жена). У насељу има 167 домаћинстава, а просечан број чланова по домаћинству је 3,14.
Ово насеље је великим делом насељено Србима (према попису из 2002. године), а у последња три пописа, примећен је пад у броју становника.
|  |

| Демографија | Демографија | Демографија |
| Година      | Становника  | Становника  |
| ----------- | ----------- | ----------- |
| 1948.       | 949         |             |
| 1953.       | 986         |             |
| 1961.       | 931         |             |
| 1971.       | 842         |             |
| 1981.       | 749         |             |
| 1991.       | 631         | 617         |
| 2002.       | 525         | 536         |

| Етнички састав према попису из 2002.‍ | Етнички састав према попису из 2002.‍ | Етнички састав према попису из 2002.‍ | Етнички састав према попису из 2002.‍ | Етнички састав према попису из 2002.‍ |
| ------------------------------------ | ------------------------------------ | ------------------------------------ | ------------------------------------ | ------------------------------------ |
|                                      |                                      |                                      |                                      |                                      |
| Срби                                 | Срби                                 |                                      | 519                                  | 98,85%                               |
| Роми                                 | Роми                                 |                                      | 5                                    | 0,95%                                |
| непознато                            | непознато                            |                                      | 0                                    | 0,0%                                 |

| Година пописа     | 1948. | 1953. | 1961. | 1971. | 1981. | 1991. | 2002. |
| ----------------- | ----- | ----- | ----- | ----- | ----- | ----- | ----- |
| Број домаћинстава | 185   | 198   | 198   | 195   | 184   | 172   | 167   |

| Број чланова      | 1  | 2  | 3  | 4  | 5  | 6  | 7 | 8 | 9 | 10 и више | Просек |
| ----------------- | -- | -- | -- | -- | -- | -- | - | - | - | --------- | ------ |
| Број домаћинстава | 31 | 49 | 26 | 18 | 23 | 15 | 2 | 1 | 1 | 1         | 3,14   |

| Пол    | Укупно | Неожењен/Неудата | Ожењен/Удата | Удовац/Удовица | Разведен/Разведена | Непознато |
| ------ | ------ | ---------------- | ------------ | -------------- | ------------------ | --------- |
| Мушки  | 223    | 43               | 160          | 20             | 0                  | 0         |
| Женски | 228    | 21               | 157          | 48             | 2                  | 0         |
| УКУПНО | 451    | 64               | 317          | 68             | 2                  | 0         |

| Пол    | Укупно                    | Пољопривреда, лов и шумарство | Рибарство                            | Вађење руде и камена | Прерађивачка индустрија       |
| ------ | ------------------------- | ----------------------------- | ------------------------------------ | -------------------- | ----------------------------- |
| Мушки  | 137                       | 91                            | 0                                    | 1                    | 16                            |
| Женски | 55                        | 43                            | 0                                    | 0                    | 2                             |
| УКУПНО | 192                       | 134                           | 0                                    | 1                    | 18                            |
| Пол    | Производња и снабдевање   | Грађевинарство                | Трговина                             | Хотели и ресторани   | Саобраћај, складиштење и везе |
| Мушки  | 2                         | 10                            | 2                                    | 0                    | 8                             |
| Женски | 0                         | 0                             | 6                                    | 0                    | 0                             |
| УКУПНО | 2                         | 10                            | 8                                    | 0                    | 8                             |
| Пол    | Финансијско посредовање   | Некретнине                    | Државна управа и одбрана             | Образовање           | Здравствени и социјални рад   |
| Мушки  | 2                         | 1                             | 0                                    | 2                    | 0                             |
| Женски | 0                         | 0                             | 1                                    | 0                    | 1                             |
| УКУПНО | 2                         | 1                             | 1                                    | 2                    | 1                             |
| Пол    | Остале услужне активности | Приватна домаћинства          | Екстериторијалне организације и тела | Непознато            | Непознато                     |
| Мушки  | 0                         | 0                             | 0                                    | 2                    | 2                             |
| Женски | 1                         | 0                             | 0                                    | 1                    | 1                             |
| УКУПНО | 1                         | 0                             | 0                                    | 3                    | 3                             |